# 劉榮業
劉榮業（Lau Wing Yip，1953年8月18日－），生於香港，已退役香港足球運動員，司職左中場，為愉園會不貳之臣曾代表香港參加三屆世界盃外圍賽更兩度協助香港奪得小組冠軍晉級次輪比賽。

## 球員生涯
劉榮業生於香港在灣仔長大，畢業於摩理臣山賽馬會官立小學。於12歲加入愉園青年軍擔任前鋒位置，期間與著名演員曾志偉於1971至73年間一同代表香港青年軍，又與前香港隊著名教練郭家明同期出道，到1972/73球季劉榮業獲的提升上甲組，由於身高只有5呎3吋，被調派踢左翼位置。
其後初出道不久，便獲當年由陳瑤琴擔任班主的加山向他招手，但當時愉園有張子岱及鍾楚維名將，使他決定留隊繼續學習。到1985年劉榮業榮膺本地球壇最高榮譽的香港足球先生，而他終身效力愉園未嘗轉會，直到1987年6月27日他踢完愉園為安排的告別賽後退役。
弟弟劉榮根亦曾經是甲組足球員，同樣司職左翼位置。

## 國際賽生涯
劉榮業於1971年入選香港青年軍，1973年首次代表香港隊。
1977年香港隊到新加坡參加1978年世界盃亞洲區外圍賽，成功殺入決賽對主辦國新加坡隊，3月12日決賽，上半場36分鐘，劉榮業接應鍾楚維左路傳球，禁區內扭過一名對方守將再勁射破網，1-0獲得小組冠軍兼出線第二輪比賽。
1985年劉榮業再上征途協助香港隊出戰1986年世界盃亞洲區外圍賽，與中國、澳門及汶萊同組，香港隊最後在北京以2-1擊敗中國隊獲得出線權，劉榮業亦有在陣中，雖然這場比賽沒有取得入球，但在全部分組賽中，劉榮業以7球成為該屆亞洲區外圍賽神射手。

## 告別賽
1987年6月27日星期六愉園會為劉榮業舉辦告別賽，在九龍旺角球場舉行，入場球迷達到5,708人，收入104,160港元。序幕戰由愉園元老隊、影視明星隊、七七年香港隊及外援隊爭奪八人賽「金利來盃」及6,000港元獎金。正本戲開賽前，劉榮業乘坐黃色開蓬勞斯萊斯進場，先接受其兒子獻花環，父子再一同乘車繞場一周接受球迷歡呼鼓掌，繼而由當時愉園會會長霍英東及華人足球總會主席胡國雄致送紀念品。重頭戲由愉園對香港隊，上半場劉榮業先披上愉園會球衣，下半場則倒戈穿上香港隊的11號球衣，全場比數踢成8-8平手，劉榮業個人大演帽子戲法，為香港隊射入最後的三球。於互射十二碼定勝負時，雙方各有兩人射失成3-3, 為加強娛樂性, 大會特安排雙方領隊主射第六輪，代表香港隊的林建岳射入而愉園的余錦基射失，香港隊總計12-11獲勝，奪得「金旺角盃」及10,000元獎金，賽後獎金轉交劉榮業。

## 掛靴後生活
由於弟弟劉榮根精通泰語，劉榮業曾與其弟於銅鑼灣怡和街開設『金暹邏』泰國菜館，並重金禮聘已故泰王普密蓬前御廚來港主理，更招聘了數名泰籍侍應生，提供泰國地道美食, 包括國宴佳餚，生意一度不錯，惟數年後因成本上漲結業。 劉榮業及後曾在街頭賣糖水。
2007年劉榮業發起籌組香港隊1977年首次奪得世界盃亞洲區外圍賽小組冠軍30周年紀念小型球賽，於8月11日在灣仔修頓球場由「1977香港隊」對「1985香港隊」，現場發售紀念場刊，扣除開支後，其餘全數撥捐公益金作慈善用途。由於劉榮業在青年軍期間貪玩又細粒像隻老鼠故有「老鼠仔」的別名而加上其踢法靈活多變故有「蠱惑仔」的綽號。
劉榮業現於柬埔寨從事做冰廠及化工公司，但生活仍離不開足球，只要有空便會無論在柬埔寨或返港都會參與不同的友賽，更在2017年獲球迷拍攝他參加一場元老小球賽時的精華片段，修剪他假腳插花及扭波波片段。除吸引到傳媒注意，更在YouTube錄得超過62,000次點擊而爆紅網絡獲球迷大讚，劉榮業雖然不煙不酒早睡早起，但他當年效力愉園的季前集訓時曾接受身體檢查，知道心臟其中一條血管有阻塞但未在處理，直到做定期做身體檢查時再發現多三條血管有阻塞，遂入院接受血管再成形術手術，使他現在心臟有支架。而醫生指他可以繼續踢足球，但就要減少用頭及胸觸球。此外他亦有鼻敏感及尾龍骨腫痛等問題, 因此除間中踢衛生波外鮮有參與運動。

## 官非
1992年，劉榮業疑被偽卡集團僱用作「車手」行使假信用卡而遭廉政公署拘捕及起訴，耗盡積蓄打官司，最後因證據不足獲釋。
該案涉及多個國家及行業，有超過180人被捕，包括多名非華裔人士。大部份人被裁定多項罪名成立，包括管有偽造信用卡、管有製造假卡工具、行賄、受賄及以欺騙手法取得財產，被判入獄半年至6年不等，不少被告更被處以巨額罰款 （页面存档备份，存于）。
改編電視劇 (無綫電視/廉政公署)
廉政行動1994 - 《我是車王》- 前足球員張國強飾演偽卡集團主腦， 陳小春及李若彤飾演其助手 （页面存档备份，存于）。
廉政追擊2000 - 《盜碼追踪》 （页面存档备份，存于）

## 個人榮譽
- 香港足球先生（1984–85季度）
- 香港足球明星選舉 最佳十一人（1982–1983、1983–84、1984–85季度）